# KOMM MIT
KOMM MIT International – gemeinnützige Gesellschaft für internationale Jugend-, Sport- und Kulturbegegnungen mbH engagiert sich in verschiedenen gesellschaftsrelevanten Bereichen. Ein zentraler Bestandteil der Arbeit ist die interkulturelle Jugendbegegnung über Sportveranstaltungen. Ziel der Begegnungen ist es ein solidarisches Miteinander auf europäischer Ebene frühzeitig zu fördern und zu stärken. Weitere Bereiche, in denen die Gesellschaft aktiv ist, sind die Förderung des ehrenamtlichen Engagements, die gesundheitliche Aufklärung, soziale Gerechtigkeit sowie die Geschlechtergleichheit.
Seit Dezember 2022 ist die Organisation Mitglied der Initiative "Football For The Goals" der Vereinten Nationen und setzt sich für die Erreichung der Agenda 2030 mit den 17 Ziele für nachhaltige Entwicklung ein. Die acht Förderbereiche von KOMM MIT sind an die 17 Ziele für nachhaltige Entwicklung angepasst.
An den europaweiten Sportbegegnungsveranstaltungen nehmen jedes Jahr mehr als 25.000 Jungen und Mädchen aus rund 60 verschiedenen Nationen, die der UEFA oder FIFA angehören, teil. Unter dem Motto „ALLtogether – ein friedliches Miteinander“ steht die Förderung des interkulturellen Austauschs hierbei im Vordergrund. KOMM MIT ist seit 1993 offizieller Kooperationspartner des DFB im Bereich der Jugendförderung. Des Weiteren veranstaltet KOMM MIT seit mehr als 25 Jahren eine Bildungsreise für ehrenamtliche Jugendtrainer/Jugendtrainerinnen, Schiedsrichter/Schiedsrichterinnen und Jugendleiter/Jugendleiterinnen, um den Ehrenamtlichen im Kinder- und Jugendfußballs eine weitere Möglichkeit zur Vertiefung des Theorie- und Praxiswissens zu bieten und den Austausch untereinander bundesweit zu ermöglichen und zu stärken. 

## Geschichte
Die Gesellschaft wurde 1983 von Karlheinz Reinartz in Bonn gegründet. KOMM MIT hatte zunächst Fußball, Judo, Tennis, Squash und Reiten im Programm. Die Fokussierung auf die Völkerverständigung unter Kindern und Jugendlichen erfolgte Anfang der 90er Jahre. Der Fußballsport wurde als globales Kommunikationsinstrument eingesetzt. 1984 wurde die erste Turnierveranstaltung durchgeführt, das „1. internationale Pfingstturnier“ an der Costa Brava in Spanien. Neun Jahre später (1993) veranstaltete die Gesellschaft ihr einziges außereuropäisches Turnier im Senegal. Die Fernsehanstalt ZDF begleitete diese Veranstaltung. Im selben Jahr begann die Kooperation mit dem Deutschen Fußball-Bund. In den nachfolgenden Jahren fand eine Vielzahl von besonderen Turnieren und Förderprojekten statt. Darunter im Jahr 2000 die Turnierveranstaltung „ALLtogether 2000“ in Leipzig zu Ehren des 100-jährigen Bestehens des Deutschen Fußball-Bundes. Im Jahr 2008 fand erstmals das ALLtogether european youth football festival statt. Eine bis dato einzigartige Veranstaltung mit einem speziellen Rahmenprogramm, um den europäischen Gedanken besonders hervorzuheben und zu vermitteln. Dieses Festival wurde auch im Jahr 2011 und 2014 veranstaltet.

## Förderprojekte
KOMM MIT möchte das Verständnis von Kindern und Jugendlichen füreinander stärken und hierdurch den Gedanken von „ALLtogether – ein friedliches Miteinander“ aktiv mit Leben füllen. Über den Fußballsport will KOMM MIT nachhaltig Werte wie Respekt, Rücksichtnahme und Akzeptanz festigen, Vorurteile aufheben und ein friedliches Zusammenleben in Europa und der Welt fördern. Damit Kinder und Jugendliche über den Vereinssport die Möglichkeit erhalten, Körper und Geist zu bilden, unterstützt KOMM MIT den Breitenfußball im Jugendbereich durch verschiedene Förderprojekte. Diese umfassen die Bereiche der gesundheitlichen Aufklärung, der Vereinsförderung (u. a. Ausrüstung) sowie des ehrenamtlichen Engagements.

### Von der Basis für die Basis

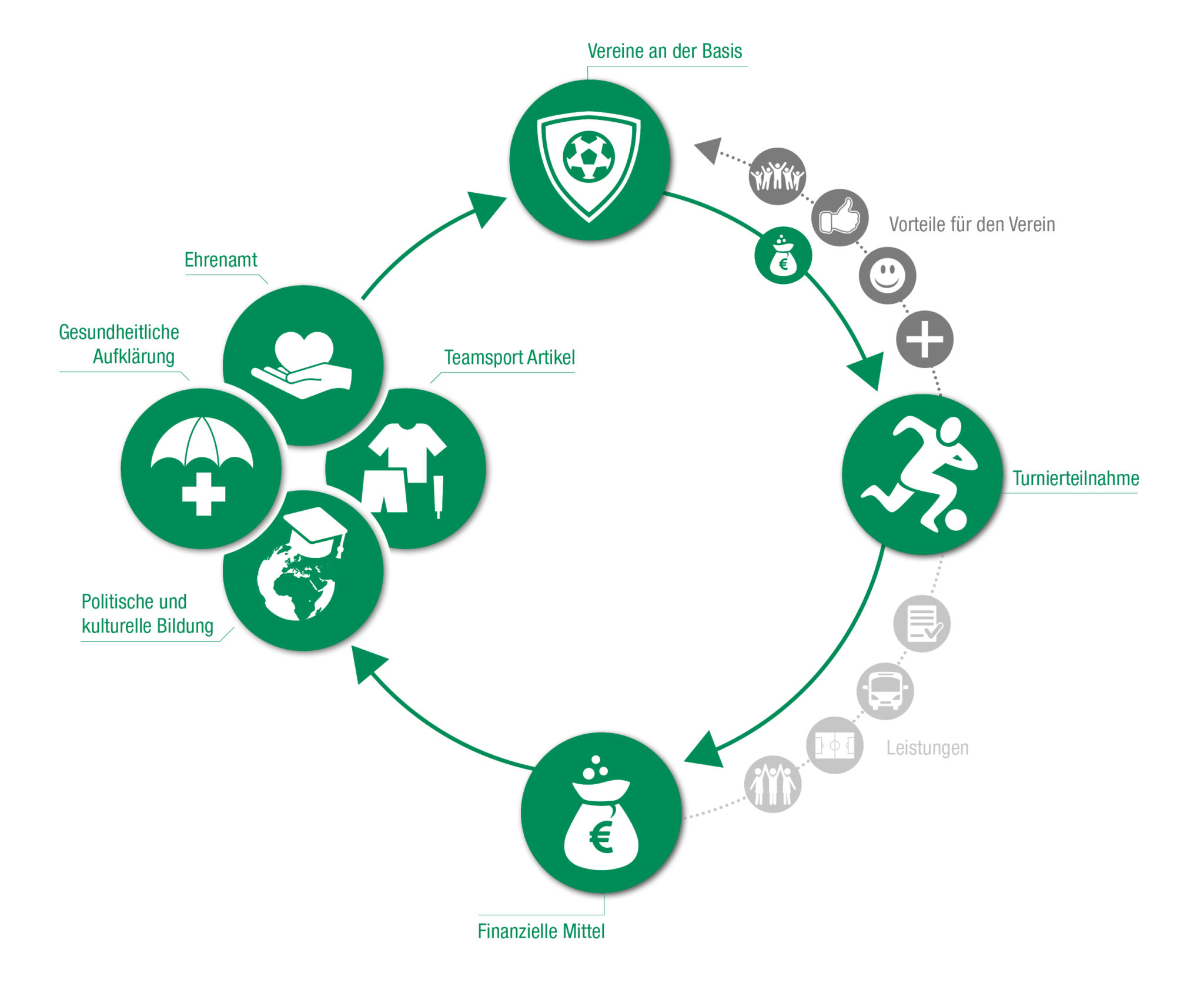
KOMM MIT-Kreislauf

KOMM MIT fördert den Kinder- und Jugendfußball an der Basis. Zahlreiche von KOMM MIT initiierte Förderprojekte stärken das Vereinsleben, damit diese wichtigen Angebote auch zukünftig den Kindern und Jugendlichen zur Verfügung stehen. Herzstück der Arbeit von KOMM MIT ist die Organisation von internationalen Sportveranstaltungen, um die interkulturelle Begegnung sowie die Persönlichkeitsentwicklung zu fördern. Mit der Teilnahme an den Sportveranstaltungen finanziert KOMM MIT Förderprojekte und stärkt das Vereinsleben.
KOMM MIT finanziert sich selbst und erhält keine Zuschüsse oder finanzielle Unterstützungen. In den vergangenen Jahrzehnten hat KOMM MIT mehr als 700.000 Kinder und Jugendliche aus über 60 Nationen zusammenführen können, mehr als 100.000 Trikots und 40.000 Bälle wurden den Vereinen an der Basis zukommen lassen. Über 2.500 ehrenamtliche Trainerinnen und Trainer wurden in den letzten Jahrzehnten geehrt und mit Reisekostenzuschüssen Mannschaften geholfen, die ohne Zuschüsse ihren Spielerinnen und Spielern eine Teilnahme nicht hätten ermöglichen können. Letztendlich geht alles von der Basis wieder an die Basis.

### Aktuelle Projekte

#### Aktion junges Ehrenamt
Seit 2015 ist KOMM MIT auch offizieller Kooperationspartner im Bereich der DFB-Anerkennungskultur. Ziele dieser Partnerschaft sind die Anerkennung der ehrenamtlichen Leistung, die Aufmerksamkeit auf das Engagement des Nachwuchses zu richten und die Motivation der jungen, talentierten Ehrenamtlichen weiter zu stärken. Alle rund 270 Fußballkreise wählen jährlich ihren persönlichen Fußballhelden (Junge Menschen, die sich durch eine herausragende Leistung im Jugendfußball verdient gemacht haben). Die Gewinner, im Alter zwischen 18 und 30 Jahren, werden in der Folge vom Deutschen Fußball-Bund ausgezeichnet und zur Fußballhelden-Bildungsreise nach Spanien eingeladen. Die erste Auszeichnung dieser Art fand im Oktober 2016 in Santa Susanna (Spanien) statt. Die Ehrungen wurden unter anderem von Hansi Flick, Trainer des FC Bayern München und ehemaliger Sportdirektor der deutschen Nationalmannschaft, vorgenommen.

#### Girl Power
Jährlich schafft KOMM MIT zahlreiche sportliche Angebote für Mädchenmannschaften in mehreren Ländern Europas. Den Fußballerinnen aus Deutschland und der Welt wird bei den Veranstaltungen eine weitere attraktive Chance geboten, sich in einem sportlichen Umfeld zu behaupten und den Teamgeist zu stärken. Der Mädchenfußball wird seit vielen Jahren unterstützt und KOMM MIT setzt mit gezielten Förderungen immer wieder neue Impulse. Es wird dazu beigetragen, den Mädchenfußball voranzubringen und diesen nachhaltig zu festigen.

#### Die Zukunft im Blick – sei clever und leb gesund
Seit 2012 führen die Deutsche Krebshilfe und KOMM MIT ein Präventionsprojekt im Kinder- und Jugendfußball durch. Unter dem Motto „Die Zukunft im Blick! Sei clever – leb gesund!“ werden gemeinsame Aktionen zu den Themen „ausgewogenen Ernährung“, „vorsichtiger Umgang mit der UV-Strahlung“ und „Nichtrauchen“ initiiert und umgesetzt. Hierzu Gerd Nettekoven, Vorstandsvorsitzender der Deutschen Krebshilfe: „Prävention ist die wichtigste Basis für ein Leben ohne Krebs. Der Grundstein dafür wird bereits im Kindesalter gelegt. Daher ist es von ganz besonderer Bedeutung, bereits junge Menschen nachhaltig zu einer verantwortungsbewussten Lebensweise zu animieren. Wir freuen uns sehr, dass KOMM MIT uns dabei unterstützt, auf das Thema ‚gesund Leben‘ aufmerksam zu machen und unsere Präventionsbotschaft zu vermitteln.“

### Auszug von Projekten aus der Vergangenheit
- 100 stille Helden (Jugendtrainer 2013–2015)
- ALLtogether european youth football festival (Maßnahme zur europäischen Völkerverständigung auf Basis des Fußballsports)
- Schiedsrichter mit Pfiff (Maßnahme zur Förderung des Schiedsrichterwesens)
- Bist du stärker als Alkohol (Maßnahme der Bundeszentrale für gesundheitliche Aufklärung)
- Straßenkinder unserer Einen Welt (dsj-Aktion mit Jürgen Klinsmann)
- Jugendtrainer der Woche (Auszeichnung für Jugendtrainer, die sich auf Grund herausragender Tätigkeiten verdient gemacht haben)
- Girls am Ball – Projekt 2011 (verschiedene Fördermaßnahmen zur Stärkung und Förderung des Mädchenfußballs)

### Besondere Events

#### ALLtogether - European youth football Festival
Anlässlich des 25-jährigen Bestehens der Gesellschaft und zum 15-jährigen Bestehens der EU (Inkrafttreten des Vertrages von Maastricht) fand im Juli 2008 erstmals das ALLtogether - european youth football festival statt. An dieser Veranstaltung nahmen über 70 U15-Mannschaften aus 48 UEFA-Mitgliedsverbänden teil. Die Veranstaltung stand unter der Schirmherrschaft der UEFA.
Die positive Resonanz auf die ALLtogether-Veranstaltung aus dem Jahr 2008 hat KOMM MIT dazu veranlasst, eine einzigartige Turnierreihe ins Leben zu rufen. Mit dem ALLtogether - european youth football festival 2010 hat die Gesellschaft Jugendmannschaften aus den 54 Nationen der UEFA-Mitgliedsverbände zusammengeführt. Die Mannschaften haben die Möglichkeit erhalten, sich einander besser kennenzulernen und interkulturelle Freundschaften zu schließen. Im Sommer 2010 fand im österreichischen Linz die Auftaktveranstaltung mit den U13 Jungen- und Mädchenmannschaften statt.
Vom 7. bis 12. Juli 2014 veranstaltete KOMM MIT auf dem historischen Maifeld-Gelände am geschichtsträchtigen Olympiastadion Berlin das dritte ALLtogether – european youth football festival. An diesem internationalen Jugendfußballturnier nahmen mehr als 1.000 Kinder und Jugendliche aus 29 Nationen teil. Teams aus verschiedenen Ländern Europas wurden in ihre jeweilige Landesbotschaft in Berlin eingeladen. Mit dabei war u. a. der ehemalige Fußball-Nationalspieler Thomas Hitzlsperger.

#### U17-KOMM MIT 4-Nationenturnier
Jährlich im September veranstaltet der DFB das U 17-KOMM MIT 4-Nationenturnier, bei dem traditionell die U 17-Junioren Nationalmannschaften von Deutschland, Niederlande, Italien und Israel gegeneinander antreten. Neben dem Aufeinandertreffen der Nationalmannschaften veranstaltet KOMM MIT den „Four-Nations-Friendship-Cup“. Die teilnehmenden Jugendmannschaften des Four-Nations-Friendship-Cups vertreten die vier Nationen der U 17-Nationalmannschaften mit dem Ziel, dass sie sich mit einer anderen Nation identifizieren, einen übergeordneten Teamgeist entwickeln und in einem besonderen, feierlichen Rahmen gemeinsam Fußball spielen.